# Кавалер Кинг Чарлз шпаньол
Кавалер Кинг Чарлз шпаньол (на английски: Cavalier King Charles Spaniel) е порода кучета, отнасяща се към декоративния вид. Нейният предшественик, кинг Чарлз шпаньолът е създаден в Англия и е много популярен през Реставрацията, а самата порода е селектирана през 19 век. Тя е една от малкото породи от типа шпаньол, отнасяща се към декоративните кучета. Кръстена е на крал Чарлз II, по чието време е селектиран предшественика на породата.
Кучетата са мили, игриви, нежни, любящи, любвеобилни, не лаят много. Те са средни по размер, имат дълги уши и опашка.
Козината им е мека, дълга и не опада много.
Живеят от 17 до 19 години.